# Pachyolpium medium
Pachyolpium medium är en spindeldjursart som beskrevs av Clarence Clayton Hoff 1945. Pachyolpium medium ingår i släktet Pachyolpium och familjen Olpiidae. Inga underarter finns listade i Catalogue of Life.